# Igor Kriouchenko
Igor Nikolaïévitch Kriouchenko (en russe : Игорь Николаевич Криушенко) ou Ihar Mikalaïévitch Kryvouchenka (en biélorusse : Ігар Мікалаевіч Крывушэнка) est un footballeur et entraîneur de football biélorusse né le 10 février 1964 à Minsk.

## Biographie

### Carrière de joueur
Natif de Minsk, Igor Kriouchenko pratique le football durant sa jeunesse au sein des écoles de sport locales. Il finit par intégrer en 1982 les rangs du Dinamo Minsk mais ne dispute jamais la moindre rencontre avec l'équipe première, devant se contenter d'apparitions avec la réserve.
Il quitte finalement Minsk en 1985 pour rallier le Khimik Grodno avec qui il fait ses débuts professionnels en troisième division la même année, à l'âge de 21 ans. Il reste encore au club pour la saison 1986 avant de s'en aller dans l'équipe amateur de l'Obouvchtchik Lida en 1987. Il retrouve par la suite le professionnalisme l'année suivante en jouant pour l'Alga Frounzé en 1988 puis l'Aktioubinets Aktioubinsk en 1989. Il revient ensuite dans les échelons amateurs sous les couleurs du Metallourg Aldan où il pratique également le futsal.
L'intégration du Metallourg au sein de la nouvelle troisième division russe en 1992 le voit retrouver le niveau professionnel dans la foulée. Il dispute cette année-là neuf matchs en championnat tandis que le club termine deuxième de la zone 6 et accède au deuxième échelon. Il joue l'année suivante sept rencontres avant de s'en aller après la relégation de l'équipe.
Il retrouve un club en 1995 en jouant pour le Dinamo Iakoutsk puis le Selenga Oulan-Oude (en) l'année suivante. Il effectue enfin un dernier passage sous les couleurs du Torpedo Mahiliow lors de la saison 1997, disputant à cette occasion ses premiers matchs de première division. Il dispute cette année-là dix-huit rencontres avant de mettre un terme à sa carrière à l'âge de 33 ans.

### Carrière d'entraîneur
Kriouchenko fait ses premiers pas comme entraîneur lors de son passage au Dinamo Iakoutsk en 1995, occupant à cette occasion un poste de préparateur en plus de celui de joueur. Après avoir raccroché les crampons pour de bon, il intègre en 1998 l'encadrement technique du Torpedo Mahiliow. Il obtient ensuite son premier poste d'entraîneur principal au Smena Minsk entre 1999 et 2000 dans la troisième division biélorusse.
Il rejoint en 2001 les rangs du BATE Borisov où il devient à la fois adjoint et entraîneur de l'équipe réserve. À la suite du départ d'Iouri Pountous (en) en fin d'année 2004, Kriouchenko est nommé à la tête de l'équipe. Pour sa première saison en 2005, il amène le club en finale de la coupe de Biélorussie, où il est cependant vaincu par le MTZ-RIPA Minsk, et termine cinquième du championnat. L'exercice 2006 s'avère quant à lui nettement plus positif, le BATE réalisant cette fois le doublé Coupe-Championnat à la fin de l'année. Il remporte l'année suivante un deuxième championnat de suite mais échoue à conserver son titre en coupe, étant vaincu en finale par le Dinamo Brest. Il quitte par la suite ses fonctions à la fin de l'année 2007. Son passage le voit être nommé meilleur entraîneur biélorusse à deux reprises en 2006 et 2007.
Quelques jours après son départ du BATE, Kriouchenko est nommé à la tête du Dinamo Minsk au mois de novembre 2007. Il n'y termine cependant pas la saison 2008, étant renvoyé au cours du mois de septembre. Il rejoint par la suite le Sibir Novossibirsk, qu'il amène dès sa première année à la deuxième place de la deuxième division et à la promotion dans l'élite. Bien qu'échouant à maintenir le club à l'issue de la saison 2010 en celui-ci finissant largement dernier, il atteint malgré tout la finale de la coupe de Russie où il est vaincu par le Zénith Saint-Pétersbourg, et le dirige durant sa campagne en Ligue Europa à l'été 2010, durant laquelle il atteint les barrages avant d'être éliminé par le PSV Eindhoven. Il est démis ses fonctions au mois de mai 2011 après un mauvais début lors de l'exercice 2011-2012. Il effectue ensuite un bref passage au Shurtan Guzar durant le premier semestre 2012.
Faisant son retour en Biélorussie en fin d'année 2012, Kriouchenko est alors nommé à la tête du Torpedo Jodzina. Son passage au club s'étend jusqu'au mois de juillet 2017 et voit notamment l'équipe remporter la coupe de Biélorussie en 2016.
Kriouchenko est nommé à la tête de la sélection biélorusse au mois de mars 2017. Sous ses ordres, l'équipe termine dernière de son groupe de qualification pour la Coupe du monde 2018 mais se rattrape lors de la première édition de la Ligue des nations où la Biélorussie termine première du groupe 2 de la Ligue D et obtient une place pour les barrages de qualification à l'Euro 2020. Il ne prend cependant pas part à ceux-ci, étant démis de ses fonctions au mois de juin 2019 après des débuts décevants durant la fin des éliminatoires de l'Euro,.
Il prend par la suite la tête de l'équipe indonésienne du TIRA-Persikabo (en) au mois de décembre 2019. Il est démis de ses fonctions en novembre 2021.

## Statistiques
| Saison                | Club                     | Championnat           | Championnat | Championnat | Coupe(s) nationale(s) | Coupe(s) nationale(s) | Total | Total |
| Saison                | Club                     | Division              | M.          | B.          | M.                    | B.                    | M.    | B.    |
| 1985                  | Khimik Grodno            | D3                    | 29          | 6           | -                     | -                     | 29    | 6     |
| 1986                  | Khimik Grodno            | D3                    | 27          | 2           | -                     | -                     | 27    | 2     |
| 1988                  | Alga Frounzé             | D3                    | 27          | 1           | 1                     | 0                     | 28    | 1     |
| 1989                  | Aktioubinets Aktioubinsk | D3                    | 17          | 2           | -                     | -                     | 17    | 2     |
| 1992                  | Metallourg Aldan         | D3                    | 9           | 0           | 1                     | 0                     | 10    | 0     |
| 1993                  | Metallourg Aldan         | D2                    | 7           | 0           | -                     | -                     | 7     | 0     |
| 1995                  | Dinamo Iakoutsk          | D3                    | 16          | 0           | -                     | -                     | 16    | 0     |
| 1996                  | Selenga Oulan-Oude (en)  | D3                    | 1           | 0           | 1                     | 0                     | 2     | 0     |
| 1997                  | Torpedo-Kadino Mahiliow  | D1                    | 18          | 0           | -                     | -                     | 18    | 0     |
| Total sur la carrière | Total sur la carrière    | Total sur la carrière | 151         | 11          | 3                     | 0                     | 154   | 11    |

## Palmarès d'entraîneur
| BATE Borisov - Championnat de Biélorussie (2) : - Champion : 2006 et 2007. - Coupe de Biélorussie (1) : - Vainqueur : 2006. - Finaliste : 2005 et 2007. | Sibir Novossibirsk - Coupe de Russie : - Finaliste : 2010. - Championnat de Russie de D2 : - Vice-champion : 2009. | Torpedo Jodzina - Coupe de Biélorussie (1) : - Vainqueur : 2015-2016. |